# 李弼
李 弼（り ひつ、494年 - 557年）は、中国の北魏・西魏・北周の軍人・政治家。八柱国の一人。字は景和。本貫は遼東郡襄平県。

## 経歴
北魏の太中大夫の李永の子として生まれた。528年、爾朱天光に召されて別将となり、その下で関中に入って、赤水蜀を破った。功績により征虜将軍に任じられ、石門県伯に封じられた。また賀抜岳とともに万俟醜奴・万俟道洛・王慶雲らを討ち、みな撃破した。李弼は常に軍の先鋒に立って戦い、「李将軍の前に当たる者なし」と恐れられた。
爾朱天光が洛陽に赴くと、李弼は侯莫陳悦の下で大都督となり、通直散騎常侍を加えられた。532年、清水郡太守に任じられ、恒州大中正となった。まもなく南秦州刺史に任じられた。534年、侯莫陳悦が賀抜岳を殺害すると、李弼は軍を隴上にとどめた。宇文泰が平涼から進軍して侯莫陳悦を討とうとした。李弼は侯莫陳悦に武装解除して謝罪するよう勧めたが、聞き入れられなかった。侯莫陳悦の敗北は必至とみて、李弼はひそかに宇文泰と連絡した。侯莫陳悦は秦州を放棄して、南方の険阻な土地に拠るべく移動しようとしたが、李弼は侯莫陳悦の部下たちを扇動して逆に秦州へと向かわせた。李弼は部下たちを率いて宇文泰に降伏し、侯莫陳悦は孤立して敗れた。宇文泰の命により李弼は本官のまま原州に駐屯した。まもなく秦州刺史に任じられた。
宇文泰が兵を率いて東方に向かうと、李弼は大都督となり、右軍を率いて、潼関と迴洛城を攻撃し勝利した。535年、西魏の文帝が即位すると、儀同三司・雍州刺史に進んだ。まもなくさらに驃騎大将軍・開府儀同三司に進んだ。537年、東魏の竇泰と戦って先鋒に立ち、戦功が多く、宇文泰の乗馬と竇泰の着ていた甲を賜った。また弘農平定に従った。東魏の高歓と沙苑で戦ったとき、李弼は西魏軍の右軍にあり、左軍が東魏軍に圧されて後退すると、李弼は麾下の60騎を率いて東魏軍を横断するように突撃し、このために東魏軍は分断され、西魏側が勝利をえた。功績により特進に任ぜられ、趙郡公の爵位を受けた。また賀抜勝とともに河東を攻め落とし、汾州・絳州を落とした。538年、宇文泰の下で洛陽を攻撃し、先鋒に立った。ときに東魏の将の莫多婁貸文が数千を率いて穀城に入った。李弼は麾下の軍士に大音響を上げさせ、柴を引きずらせて塵を巻き上げながら接近させた。莫多婁貸文は西魏の大軍がやってきたと錯覚して逃走した。李弼はこれを追撃して、莫多婁貸文を斬り、首を本軍に届けた。翌日、宇文泰の下で高歓と河橋で戦い、身体に7カ所の傷を負いながら敵陣に深入りし、捕らえられた。李弼は重傷のふりをして地に倒れこみ、監視者の油断している隙をみて躍りあがって馬を奪うと、西方に馬を駆けさせて脱出した。539年、司空に転じた。540年、東魏の侯景が荊州に入ると、李弼は独孤信とともに防御にあたり、侯景を撤退させた。543年、邙山の戦いに出陣し、太尉に転じた。547年、侯景が河南の六州をもって西魏につくと、東魏の韓軌が侯景を潁川に包囲した。宇文泰は侯景への援軍として李弼を向かわせた。李弼が到着すると、韓軌は撤退した。王思政が潁川に入ると、李弼は帰還した。548年、北の稽胡が叛くと、李弼はこれを平定した。太保に転じ、柱国大将軍を加えられた。552年、徒河氏の姓を受けた。宇文泰が西巡すると、李弼は留守を守った。六官が建てられると、太傅・大司徒に任じられた。柔然が突厥の圧迫を受けて西魏に服従すると、李弼は前軍を率いて迎えた。宇文護が政権を握ると、于謹と李弼らが参議となった。北周の孝閔帝が即位すると、太師に任じられ、趙国公に進んだ。557年10月、在職のまま64歳で死去した。諡を武といい、魏国公に追封された。

## 出自について
従来より李弼の一族は遼東襄平を本貫とする漢民族とされ、現在もその認識が主流である。この点について、前島佳孝は「徒何綸墓誌銘」に記された梁城泉洪に着目し、彼らの祖先は北魏前期に遼西から平城周辺に移住させられた徒何鮮卑慕容部、またはそれに関連する一族の可能性が高いと推測した。一方で、遼東地方も慕容部の勢力下にあったことから、遼東襄平が事実に基づいている可能性も否定はしないと述べている。

## 子女
- 李曜（邢国公）- 李密の祖父
- 李暉（魏国公）
- 李衍（真郷郡公）
- 李綸（河陽郡公）
- 李晏（趙郡公）
- 李椿（河東郡公）

## 伝記資料
- 『周書』巻15 列伝第7
- 『北史』巻60 列伝第48